# Krijgsmacht van Kroatië

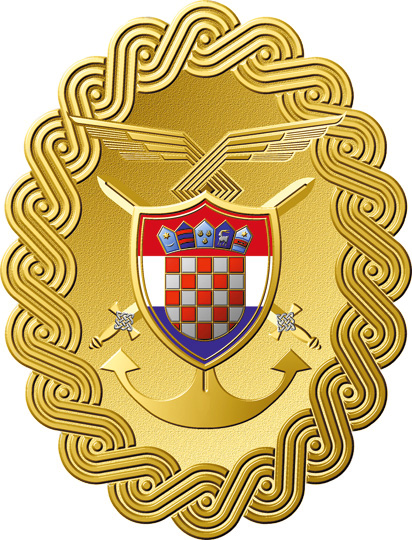
Embleem van de krijgsmacht

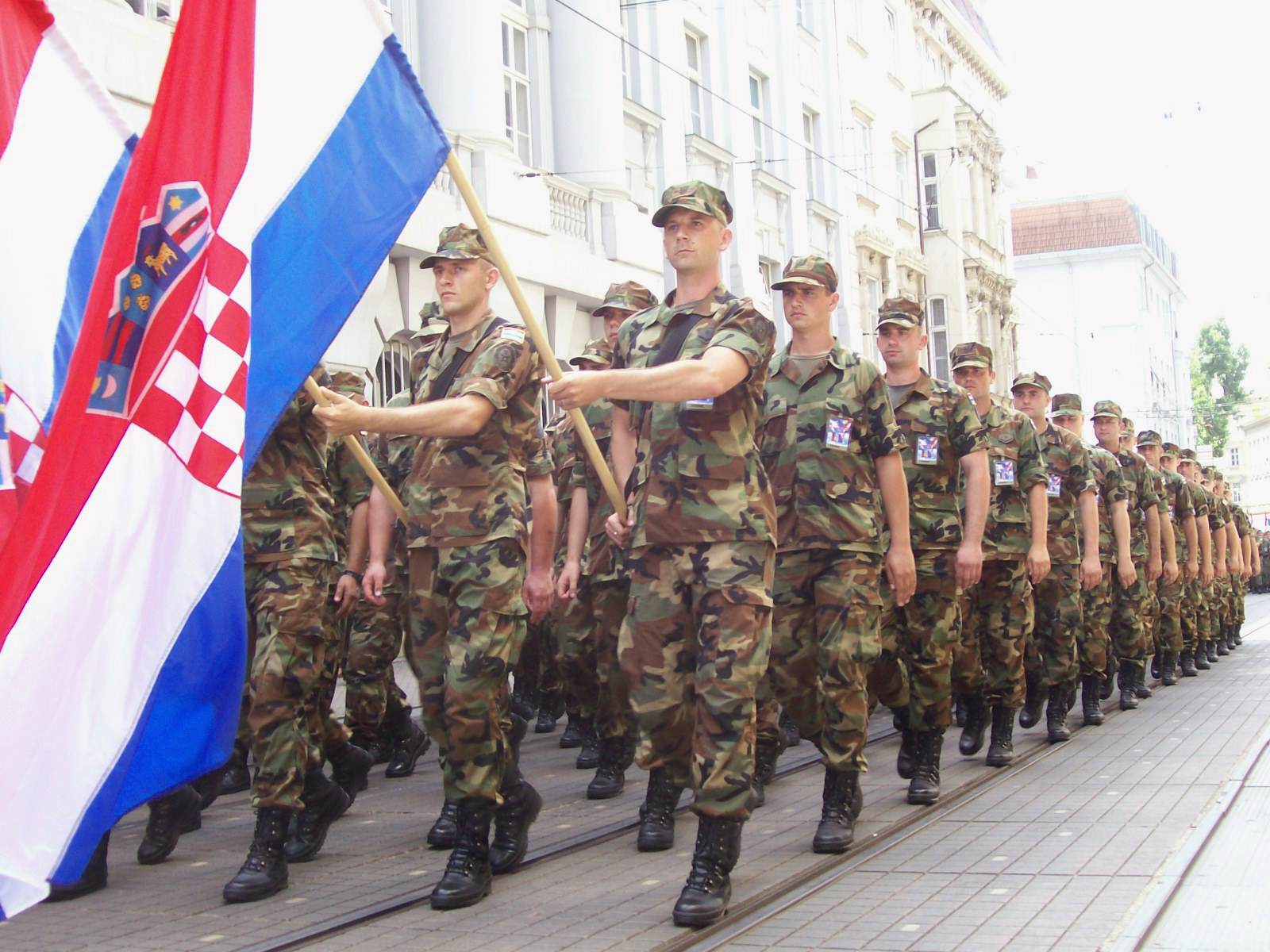
Kroatisch grondleger

De Krijgsmacht van Kroatië wordt officieel de Strijdkrachten van de Republiek Kroatië (Kroatisch: Armed Forces of the Republic of Croatia) genoemd. De hoofdcommandant is de president van Kroatië, gevolgd door de minister van defensie.
De krijgsmacht bestaat uit:
- Kroatisch grondleger (Hrvatska kopnena vojska)
- Kroatische marine (Hrvatska ratna mornarica)
- Kroatische luchtmacht en defensie (Hrvatsko ratno zrakoplovstvo i protuzračna obrana)

De dienstplicht is afgeschaft in 2008 en het leger kent in dat jaar de volgende bezetting:
| 12850 | leger       |
| 1850  | marine      |
| 2700  | luchtmacht  |
| 3800  | overig      |
| 5600  | burgers     |
| 32000 | reservisten |